# 콘스탄스 퍼디

콘스턴스 퍼디(Constance Purdy, 1887년 8월 3일 ~ 1960년 4월 1일)는 미국의 배우, 영화배우이다.

## 영화
- 킬리만자로의 눈 (1952년)
- 즐거운 여름 (1949년)
- 송 오브 러브 (1947년)
- 댓 하겐 걸 (1947년)
- 쇼킹 미스 필그림 (1947년)
- 리빙 인 어 빅 웨이 (1947년)
- 러브 레터 (1945년)
- 브룩클린의 나무 성장 (1945년)
- 센세이션스 오브 1945 (1944년)
- 사랑의 서광 (1944년)
- 화이트 세비지 (1943년)
- 로이드의 런던 (1936년)